# Illipebutter

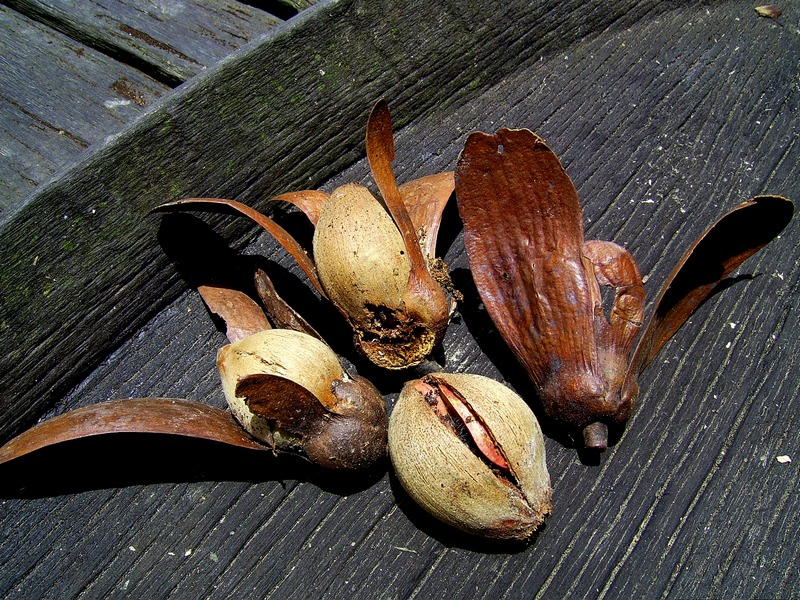
Tengkawang-Nüsse

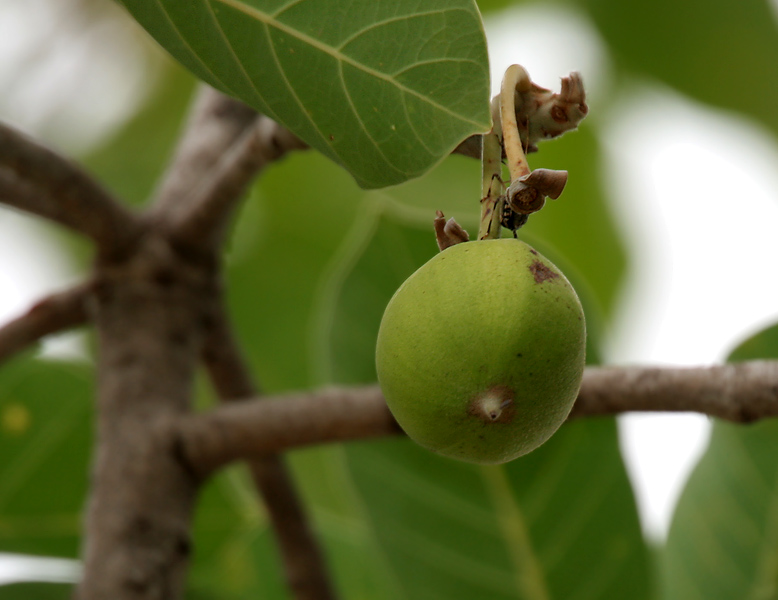
Frucht von Madhuca longifolia

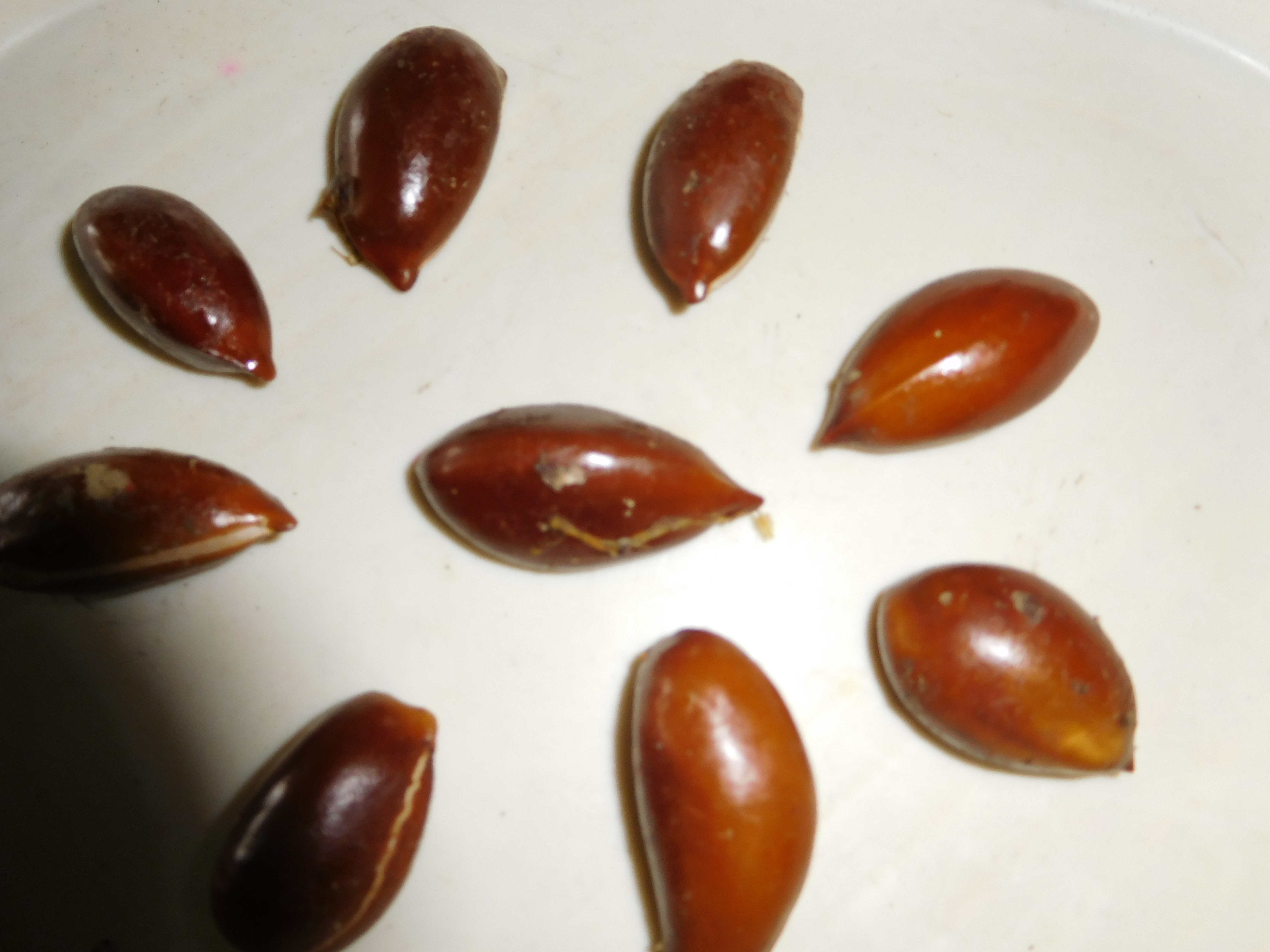
Samen von Madhuca longifolia

Die Illipebutter ist ein Pflanzenfett, das aus den Samen verschiedener Pflanzenarten stammt. Der Begriff hat erhebliche Verwirrung verursacht, da er sich auf mehr als eine botanische Art beziehen kann. Die Europäische Schokoladenrichtlinie (Europäische Union, 2000) definiert speziell Illipebutter von Shorea-Arten (Shorea stenoptera und Shorea macrophylla) mit den alternativen Namen Borneotalg oder Tengkawangfett. Die andere Art von Illipebutter stammt von Varietäten der Art Madhuca longifolia, dem Indischen Butterbaum, sie trägt den allgemeinen Namen Mowrahbutter (Mahua-, Mohuaöl), ähnlich ist die Phulwarabutter.
Illipe von den Shorea-Arten (Borneotalg) unterscheidet sich etwas in der Zusammensetzung und den chemischen Eigenschaften von der Mowrahbutter. Die Hauptfettsäuren des Triglycerids der beiden Pflanzenfette sind Palmitin-, Stearin- und Ölsäure.
Der Borneotalg wird aufgrund seiner ähnlichen Eigenschaften mit Kakaobutter als Kakaobutteräquivalent verwendet. Die Fette werden beide als Speisefett, zur Seifenfabrikation, in der Kosmetik und in medizinalen Anwendungen verwendet.
Roher Borneotalg ist anfangs gelblich-grünlich (daher englisch „Green Butter“), später bei Lagerung an der Luft gelblich, die salbig, schmalzige Mowrahbutter ist roh gelblich, raffiniert sind beide Fette weiß-gelblich.